# Shahrestān-e Ābādeh
Shahrestān-e Ābādeh (persiska: شهرستان آباده, آباده) är en delprovins (shahrestan) i Iran.   Den ligger i provinsen Fars, i den centrala delen av landet, 500 km söder om huvudstaden Teheran.
Delprovinsen hade 100 831 invånare 2016.